# Ilhéus
Ilhéus je největší město na jižním pobřeží státu Bahia v Brazílii, ležící 211 km jižně od hlavního města Salvadoru, za poslední století se rozrostlo především jako centrum turistiky a rekreace.

## Historie
Bylo založeno roku 1534 a pojmenováno Osada sv. Jiří v Ilhéu (Vila de São Jorge dos Ilhéus). Až do počátku 20. století zde žilo převážně místní obyvatelstvo, živící se rybolovem a pěstováním ovoce (hlavně kokosy a banány). Bohatá tropická vegetace, průzračně čistá voda a písečné pláže v osmi zátokách, společně s množstvím malých rekreačních domků z koloniálních dob tvoří roku 1993 vyhlášenou přírodní rezervaci. Vytvořily z Ilhéa jedno z nejoblíbenějších turistických center na severovýchodě Brazílie, včetně sídel milionářů, která přitahují zvědavce z celého světa. Zbylé území je zaplněno slummy chudiny.

## Poloha a hospodářství
Ilhéus má asi 222.000 obyvatel, žijících na ploše 1850 kilometrů čtverečních. Patří k největším exportérům kakaa v Brazílii, ale větší příjmy má z turistiky (vodní sporty, zejména jachting, plavání, surfování a potápění).

## Pamětihodnosti
- Catedral São Sebastião - katedrála sv. Šebestiána
- Síť malých koloniálních kostelů z počátků katolických misií
- Muzeum chrámového umění při farnosti sv. Jiří
- Museu Casa de Cultura Jorge Amado (rodný dům a muzeum spisovatele Jorge Amada)
- Mata da Esperança Park (Botanická zahrada)
- Luís Eduardo Magalhães Conventions Center - středisko vodních sportů
- Pláže: Do Norte (Severní), Do Sul (Jižní), Dos Milionários (Milionářů), São Miguel da Barra, Do Cristo (Kristova pláž), Da Concha
- Pomníky slavných osobností města

## Osobnosti
- Jorge Amado zde žil a napsal několik ze svých novel (např. Kakao, Mulatka Gabriela), ve kterých odhaluje nekalé praktiky majitelů plantáží.